# Antoine Brugoux
Antoine Brugoux est un homme politique français né en 1752 à Saint - Cirgues dans le Lot  et mort en 1803 dans le même ville.  

## Biographie
Frère de Jean-Baptiste Brugoux, député au Conseil des Cinq-Cents, il est homme de loi à Saint-Cirgues, puis administrateur du département. Il est député du Lot de 1791 à 1792, siégeant avec la majorité.
Né le 24 mai 1752 à Saint Cirgues, Antoine Brugoux est le fils de Jean - David Brugoux, notaire royal à Saint-  Cirgues et de Marie Loudes, née à Gorses (46). 
Il fit ses années universitaires de 1770 à 1773 à  Toulouse où il obtint une licence en droit. Il exerça ensuite comme avocat au parlement. 
Le 20 février 1781, il épousa Marie -  Eléonore de Renac, fille de Jacques, écuyer, seigneur du Viala. 
Le 3 septembre 1791, il fut élu député du Lot à l'Assemblée législative, par 245 voix sur 406 votants. Il vota avec la majorité.
Il décéda le 8 mars 1803.

## Sources
- « Antoine Brugoux », dans Adolphe Robert et Gaston Cougny, Dictionnaire des parlementaires français, Edgar Bourloton, 1889-1891 [détail de l’édition]